# Eeklo
Eeklo (in fiammingo Êeklo) è un comune belga di 22 401 abitanti, situato nella regione fiamminga delle Fiandre orientali.

## Amministrazione

### Gemellaggi
- Bagnols-sur-Cèze, dal 1976
- Newbury
- Braunfels, dal 1975
- Feltre